# Тома Продромов
Тома Продромов (Подромов, Продрумов, Прошев) Стоянов е български революционер, деец на Вътрешната македоно-одринска революционна организация.

## Биография
Роден е през или около 1857 година в гевгелийското село Хума, тогава в Османската империя, днес в Северна Македония. Завършва II отделение и работи като обущар. Присъединява се към ВМОРО. През 1905 година убива кърсердаря в село Горничет и става нелегален. Илия Докторов го споменава като единствения четник от село Хума.
При избухването на Балканската война в 1912 година е доброволец в Македоно-одринското опълчение и служи в 1-ва отделна партизанска рота, Нестроевата рота на Тринадесетата кукушка дружина и Сборната партизанска рота на МОО.
Цеко Стефанов Попиванов го среща с Тимчо Ковански и Дино Доганов в Гевгелийско и научава за живота му, който записва в статия, публикувана през юли 1942 година в пловдивския вестник „Воля“.